# Thuidiopsis furfurosa
Thuidiopsis furfurosa là một loài Rêu trong họ Thuidiaceae. Loài này được (Hook. f. & Wilson) M. Fleisch. miêu tả khoa học đầu tiên năm 1923.